# Мазь Вишневского

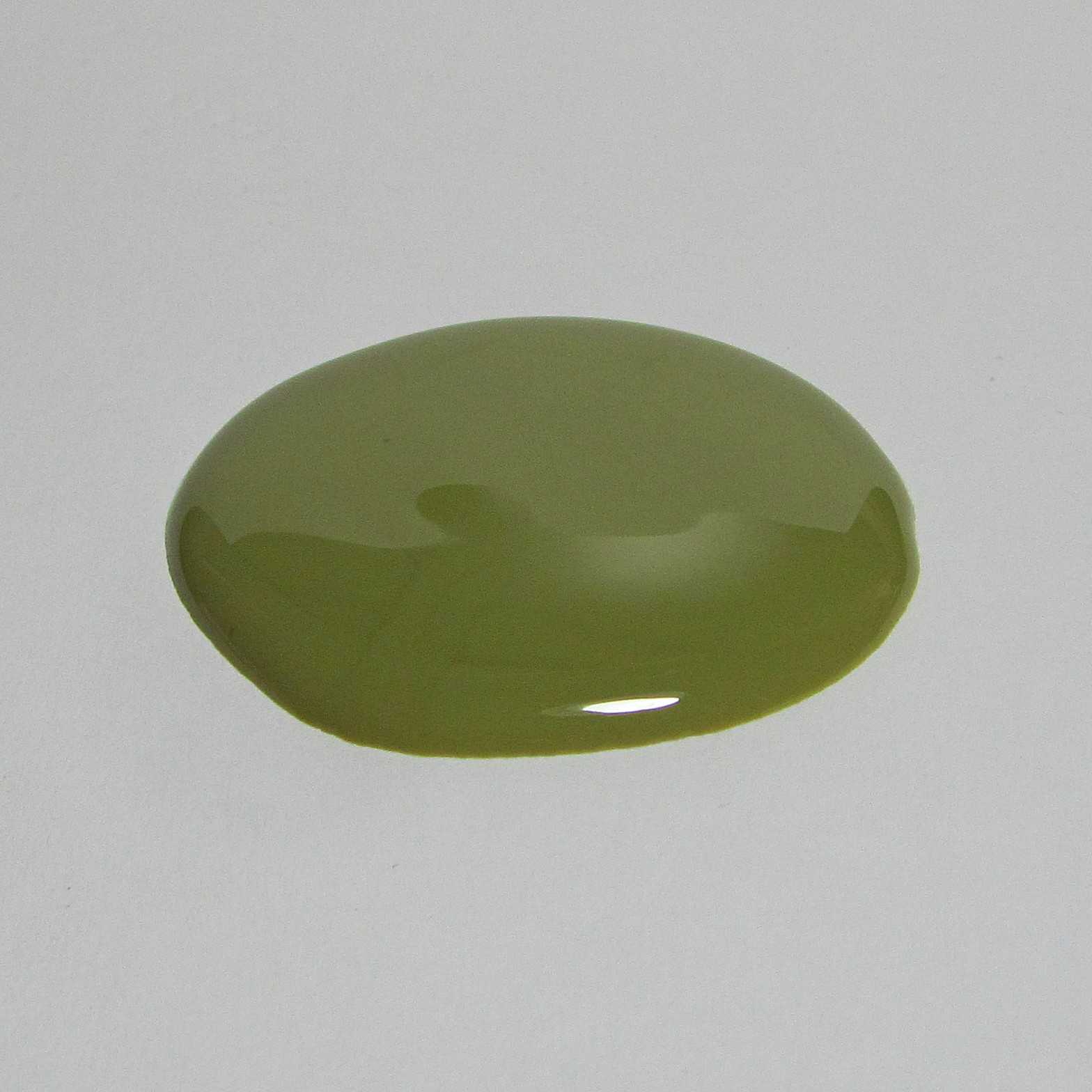
Мазь Вишневского на листе бумаги

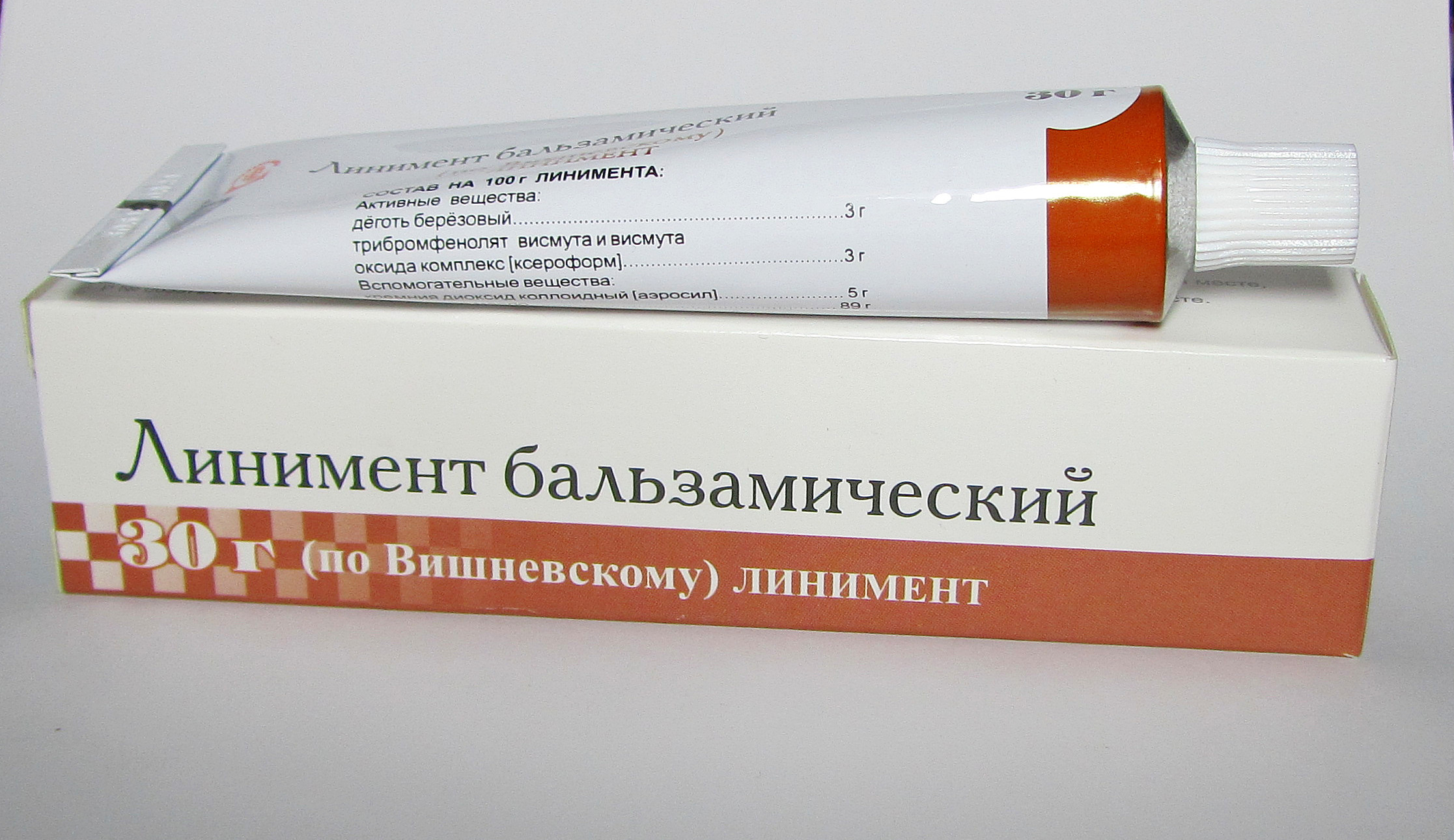
Линимент бальзамический по Вишневскому в упаковке

Мазь Вишневского (линимент бальзамический по Вишневскому; лат. Linimentum balsamicum Wishnevsky) — медицинская мазь, линимент раздражающего действия, устаревшее средство, широко использующееся в постсоветском пространстве для лечения ран, ожогов, кожных язв и нагноений. Было изобретено в 1927 году советским хирургом Александром Васильевичем Вишневским в качестве антибактериального и вяжущего средства, ускоряющего процессы регенерации. 1 г линимента содержит берёзовый дёготь (30 мг), ксероформ (трибромфенолат висмута; 30 мг) и касторовое масло (до 1 г). Обладает сильным характерным запахом.
Мазь Вишневского широко использовалась в Красной армии во время Великой Отечественной войны. В дальнейшем показано, что длительное использование мази Вишневского для лечения хронических кожных язв, ран или ожогов даёт повышенный риск рака кожи, гематологических и других заболеваний.

## Побочные эффекты
Побочные эффекты при длительном применении препарата: зуд кожи, высыпания, крапивница, отечность тканей. Противопоказано применение мази Вишневского на открытых участках тела в весенне-летний период.